# Хај фиделити
Хај фиделити (енгл. High fidelity - висока верност) или скраћено Хај фај (енгл. Hi-Fi) је установљен термин за квалитет звука, а после тога и слике у кућној репродукцији. Аудио и видео индустрија и аудиофили теже да ову област акустике и електронике дефинишу кроз ниво шума и ниво изобличења репродукције у односу на оригинални материјал или извођење уживо, ради разликовања од нискоквалитетне репродукције са јефтиних аудио уређаја или снимака инфериорног квалитета начињених до краја 1940-их година.
Идеално, хај фај репродукција подразумева раван одзив (без колорације) у фреквентном опсегу од 20  херца до 20 килохерца и ниво шума и изобличења испод границе чујности.